# Adhesivos tisulares
Los adhesivos tisulares o pegamentos de tejidos son sustancias o materiales que se usan en medicina para cerramiento de laceraciones o heridas traumáticas o quirúrgicas (incisiones) como alternativa al uso de suturas, grapas o cintas adhesivas que son los métodos tradicionales.
Para uso en medicina el código ATC de los adhesivos tisulares es V03A K.
Los pegamentos tisulares también se usan en la industria alimentaria y específicamente en la elaboración de productos cárnicos.

## Mecanismo de acción
Son sustancias que polimerizan en contacto con los tejidos y esta polimerización puede unir los tejidos y actuar como sellante.

## Historia
Los adhesivos tisulares para uso médico se han utilizado en diversas formas durante más de 35 años, ya que los primeros adhesivos de cianocrilato fueron sintetizados en 1949. Los primeros adhesivos eran apropiados para las laceraciones e incisiones superficiales pequeñas, pero sus propiedades físicas limitadas impidieron su uso en el tratamiento de otras heridas. También hubo informes de las reacciones inflamatorias agudas y crónicas. El desarrollo adicional llevó a la introducción de los derivados del cianocrilato que fueron más puros y resistentes, pero las limitaciones de la resistencia baja a la tensión y la fragilidad impidieron la aceptación generalizada. Más recientemente, los adhesivos tisulares se han desarrollado con una mejor resistencia adicional y combinan plasticidad y estabilizadores para aumentar la flexibilidad.

## Tipos
Por su origen pueden ser:
- Sustancias biológicas, como la fibrina usada como "cola de fibrina", preparados de trombina, de colágeno y la transglutaminasa tisular.
- Sustancias plásticas, generalmente resinas acrílicas o derivados del cianoacrilato como el butilcianoacrilato (BCA) y el octilcianoacrilato (OCA), los más usados. Otros son la goma de glutaraldehído, hidrogeles así como compuestos con dextrina en etapa de experimentación.[1][3]

## Uso médico
Se usan como alternativa aceptable a la sutura quirúrgica para cierre de heridas o incisiones pequeñas o sencillas de piel en áreas con poca tensión. Ofrecen la ventaja para el paciente de que son menos dolorosas y que no hay material que retirar posteriormente y para el cirujano no existe riesgo de lesión por pinchazo. Se han utilizado principalmente en el servicio de urgencias y en niños, pero los estudios señalan que los cirujanos pueden considerar el uso de adhesivos tisulares para el cierre de incisiones en el quirófano en todo tipo de procedimientos.
También se usan como sellantes en las líneas de sutura y para prevenir o disminuir las dehiscencias y fístulas así como hemostáticos.

## Uso industrial
En la industria alimentaria y en gastronomía también se usan diversos tipos de pegamentos tisulares de tipo biológico como compuestos de fibrina, clara de huevo, extractos de cartílago, caseína, o derivados de la soya, y enzimas como la transglutaminasa, entre otros, que no tienen riesgo para los consumidores y tiene como objetivo el aumentar la ligazón, estabilidad y cohesividad de productos cárnicos.

Algunos requieren uso de calor y otros actúan en frío, como por ejemplo un compuesto de fibrina o fibrinógeno, similar a los de uso médico, obtenido de plasma bovino o de porcino, de origen holandés de marca Fibrimex® que se usa en EE. UU. y Canadá desde los años 90 y que obtuvo la certificación de la Agencia de Seguridad Alimentaria de la Unión Europea para uso en abril de 2010 y que es una alternativa ala transglutaminasa tisular usada en cocina de Japón y Europa desde el 2008.